# Fantasie di ogni giorno
Fantasie di ogni giorno è una composizione sinfonica di Gian Francesco Malipiero. Composta nel 1953 su commissione della Louisville Philharmonic Society, fu eseguita in prima assoluta dall'Orchestra di Louisville al Columbia Auditorium della stessa città il 17 novembre 1954, sotto la bacchetta di Robert Whitney.

## Struttura
Malipiero, nelle note alla incisione discografica (1955), presenta questo lavoro come una specie di diario nel quale è andato ad annotare i motivi, temi ed espressioni che sono spuntati nel tempo nella sua mente; non volendo trasformare in una sinfonia questi materiali, accumulati "a imitazione della saggia formica", l'artista veneziano decide di ribattezzarlo con un nome privo di intenzioni letterarie e che rappresenta il suo "viaggio quotidiano nel regno della fantasia". 
La composizione è in un solo movimento, nel quale si avvicendano atmosfere differenti, sempre sostenute da una inesauribile freschezza di invenzione. L'estrema libertà formale non significa però anarchia: il discorso prende infatti il via con un'idea iniziale a due voci esposta dai due flauti sulle due note  costantemente ripetute dei clarinetti, che passa poi agli  oboi, agli archi gravi, mentre gli altri strumenti entrano man mano contrappuntando e facendo germinare nuovi spunti, che sono derivazioni o ampliamenti delle cellule melodiche dell’inizio; come guardando attraverso un caleidoscopio, si assiste al trascolorare di una immagine nell’altra, in una sgargiante, ininterrotta trasformazione del materiale sonoro.

## Incisioni discografiche
- The Louisville Orchestra, Robert Whitney, 1955 First Edition (registrazione monofonica)
- Orchestra sinfonica di Roma, Francesco La Vecchia, 2014 Naxos